# 路易莎咖啡
路易莎咖啡（英語：Louisa Coffee），是臺灣的連鎖咖啡店，為臺灣最大的本土連鎖咖啡店。創立於2006年，創辦人黃銘賢是咖啡師與烘豆師。除了一般門店，部分店鋪進駐產業園區、會議展覽中心、辦公大樓與大學校園、書店等異業結盟，以複合式商店經營。在臺灣、泰國、新加坡設有分店。

## 簡介

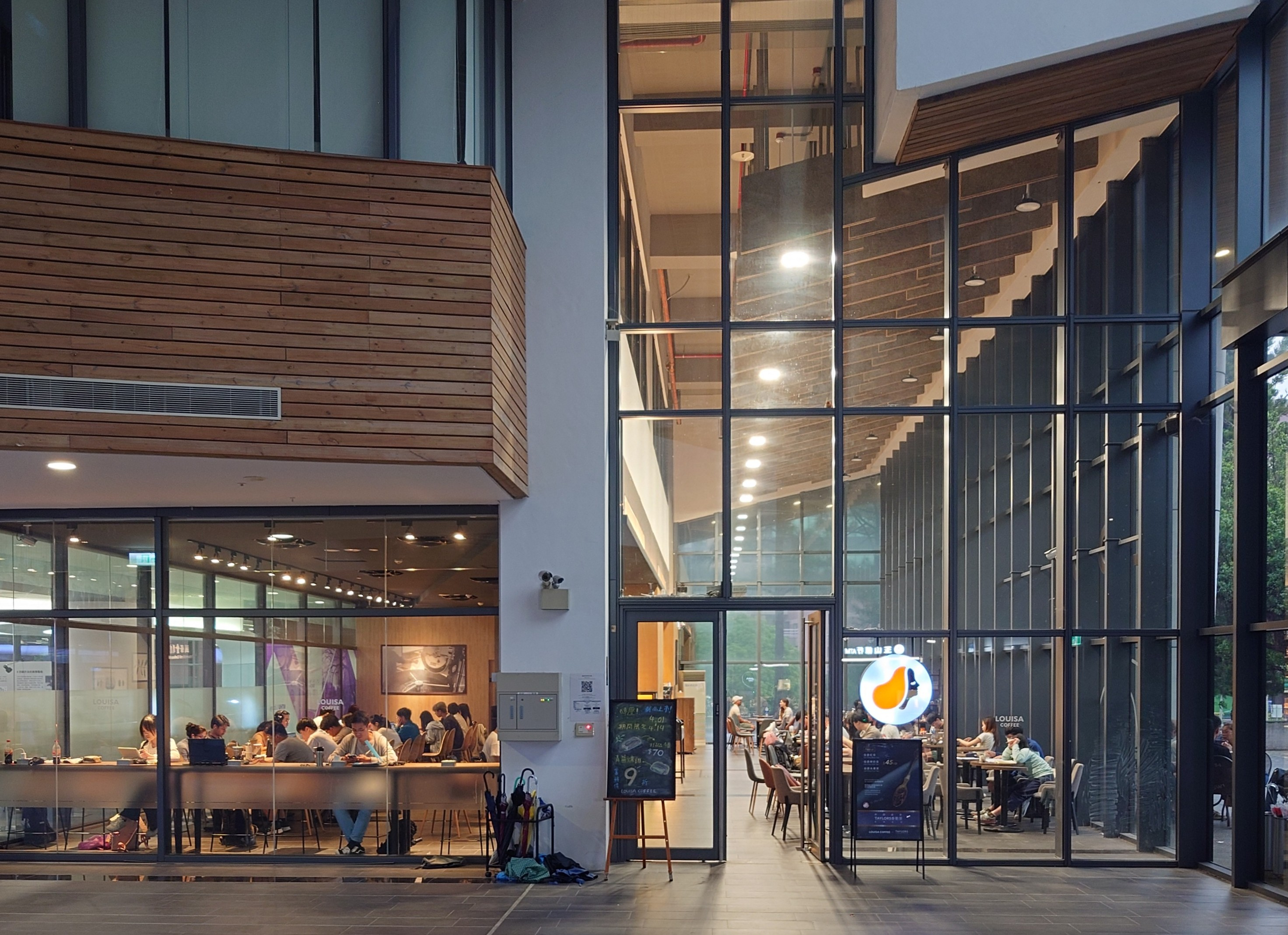
路易莎咖啡清大圖書館門市

2015年路易莎以親民價格推出藝伎、超完美日曬耶加雪夫G1等「尋豆師精品手沖」系列，爆炸的花果香氣與甜韻，引爆台灣飲用手沖精品咖啡的熱潮。2017年，路易莎推出超A級「小農鮮乳」系列產品。2019年1月設立光焙若蔬食餐廳 SUN BERNO，3月於泰國成立首間海外門市，當年超越星巴克、85度C在台灣的門市數量。
2021年進軍健身業成立Self room Workout place健身房，並推出創新複合經營的路易莎生活運動館門市。2022年全台門市已達到524間，泰國門市達4間。當年與台北捷運公司合作，推出聯名店「Metro Taipei X LOUISA COFFEE」；與台灣高鐵在台中烏日站設立聯名門市；與泰國結盟夥伴 前總理差猜 ‧ 春哈旺家族集團攜手合作，推出「初泰PIKUL」。

## 發展歷程
2006年3月，路易莎咖啡成立，首間門市－民生創始門市於次年5月開幕。2012年1月，正式對外開放加盟。
2015年設立「路易莎職人咖啡有限公司」，第100間門市開幕。
2016年設立中央咖啡烘豆廠。2019年3月，首間海外門市於泰國曼谷Amarin Plaza開幕。同年12月，路易莎咖啡和日本蔦屋書店跨國合作。
2018年設立中央餐食場、麵包廠、蛋糕廠，蛋糕廠通過ISO22000&HACCP認證。同年推出首創業界的會員專屬虛擬黑卡。
2019年成為全台門市數量第一的連鎖咖啡品牌。
2020年1月21日，澎湖馬公店開幕，首次跨出台灣本島到澎湖展店，為外島第一家門市。同年5月17日，金門金城店開幕，是二度到外島展店。
2021年中央烘豆廠通過ISO22000&HACCP認證，9月17日，路易莎咖啡於中華民國證券櫃檯買賣中心登錄興櫃。
2024年5月22日路易莎宣布，公司基於整體經營環境及業務發展考量，在維護股東權益為最高原則前提下，自行撤回股票上櫃申請案件，並於適當時機再重新提出申請。